# Tschaadajewka (Pensa)
Tschaadajewka (russisch Чаада́евка) ist eine Siedlung städtischen Typs in der Oblast Pensa in Russland mit 7599 Einwohnern (Stand 14. Oktober 2010).

## Geographie
Der Ort liegt etwa 60 km Luftlinie östlich des Oblastverwaltungszentrums Pensa am rechten Ufer der Sura.
Tschaadajewka gehört zum Rajon Gorodischtschenski und befindet sich etwa 20 km südöstlich von dessen Verwaltungszentrum Gorodischtsche. Es ist Sitz der Stadtgemeinde (gorodskoje posselenije) Rabotschi possjolok Tschaadajewka, zu der außerdem die Siedlungen bei den Bahnstationen Kadada (6 km östlich) und Nikonowo (8 km südwestlich) gehören.

## Geschichte
Der Ort entstand ab 1874 um eine Bahnstation, die dort an der neugebauten Strecke Rjaschsk – Pensa – Sysran der damaligen staatlichen Sysran-Wjasmaer Eisenbahn für das gleichnamige, etwa fünf Kilometer südöstlich am anderen Flussufer gelegene Dorf Tschaadajewka eröffnet worden war (das Dorf mit etwa 3800 Einwohnern, Stand 2010, ist heute Sitz einer Landgemeinde). Die Bezeichnung ist vom Namen der adeligen Großgrundbesitzerfamilie Tschaadajew abgeleitet, der die Ländereien in der Zeit der Dorfgründung Ende des 17. Jahrhunderts gehörten. 
Bedeutung erlangte die Stationssiedlung ab den 1920er-Jahren, als dort begonnen wurde, Betriebe der Lebensmittel-, Leicht- und holzverarbeitenden Industrie zu errichten. Vom 16. Juli 1928 bis 10. Februar 1932 war sie erstmals Sitz eines nach ihr benannten Rajons (Tschaadajewski rajon). 1938 erhielt Tschaadajewka den Status einer Siedlung städtischen Typs. Vom 25. Dezember 1943 bis 19. Februar 1951 war die Siedlung erneut Rajonverwaltungszentrum, bevor der Rajon wie schon 1932 im Gorodischtschenski rajon aufging.

### Bevölkerungsentwicklung
| Jahr | Einwohner |
| ---- | --------- |
| 1926 | 1433      |
| 1939 | 4211      |
| 1959 | 9729      |
| 1970 | 5767      |
| 1979 | 6293      |
| 1989 | 8755      |
| 2002 | 7167      |
| 2010 | 7599      |

Anmerkung: Volkszählungsdaten (1959 war das Dorf Tschaadajewka Ortsteil)

## Verkehr
Südwestlich wird die Siedlung von der föderalen Fernstraße M5 Ural umgangen, die Moskau über Pensa und Samara mit Tscheljabinsk verbindet. Die Bahnstation Tschaadajewka befindet sich bei Kilometer 783 (ab Moskau) der Strecke Rjaschsk – Pensa – Sysran. 